# Monica Sandström
Monica Inga Marianne Sandström, född 2 maj 1951 i Junsele församling, Västernorrlands län, död 9 april 2025, var en same och samisk politiker.

## Biografi
Monica Sandström föddes 1951 i Junsele församling. Hon var med och grundade partiet Vuovdega och blev 1993 ledamot av Sametinget för Vuovdega. Sandström satt under tre mandatperioder i Sametinget och var under en mandatperiod styrelseledamot. Hon avled 2025.